# Oilinyphia peculiaris
Espèce
Oilinyphia peculiaris est une espèce d'araignées aranéomorphes de la famille des Linyphiidae.

## Distribution
Cette espèce est endémique du Japon. Elle se rencontre dans l'archipel Nansei sur Iriomote-jima et Amami Ō-shima et dans la préfecture de Kōchi.

## Description

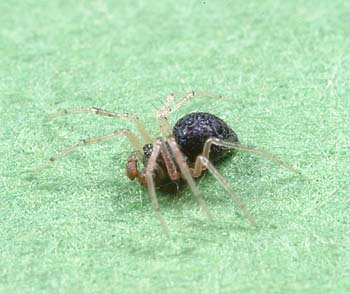
Oilinyphia peculiaris ♂

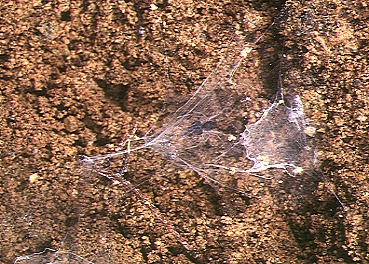
femelle dans sa toile

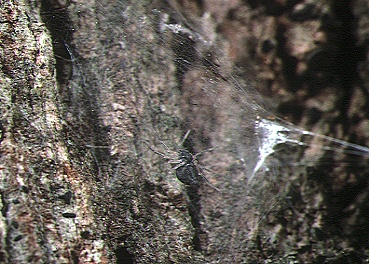
femelle dans sa toile

Les mâles mesurent de 1,18 à 1,34 mm et les femelles de 1,30 à 1,53 mm.

## Publication originale
- Ono & Saito, 1989 : « A new linyphiid spider from the Ryukyu Islands, southwest Japan. » Bulletin of the National Science Museum, sér. A, vol. 15, no 4, p. 231-234 (texte intégral).